# 1990年11月逝世人物列表
1990年逝世人物列表：1月 - 2月 - 3月 - 4月 - 5月 - 6月 - 7月 - 8月 - 9月 - 10月 - 11月 - 12月
1990年11月逝世人物列表，是用於匯總1990年11月期間逝世人物的列表。

## 依日期排序

### 1日
- 理查德·德斯蒙德，63歲，美國冰球運動員。[1]
- 沃德·海萊特，95歲，美國田徑教練。
- 金賢植，32歲，韓國音樂家，肝硬化。
- 西普里亞諾·比耶希馬·基漢吉爾，72歲，烏干達羅馬天主教主教。
- 雷·波爾曼，60歲，美國吉他手，心力衰竭。
- G·馬爾科姆·特勞特，94歲，美國乳品科學家。[2]

### 2日
- 阿巴薩赫布·加韋爾，86歲，印度實業家。
- 彼得·赫林斯，74歲，英國海軍陸戰隊員。
- 羅伯特·T·麥洛斯基，83歲，美國政治家，美國眾議院議員（1963-1965）。
- 艾略特·波特，88歲，美國攝影師。[3]
- 威廉·特拉維利亞，70歲，美國服裝設計師[4]
- 埃斯特·沃伊特，74歲，匈牙利奧運體操運動員（1936年）。
- 唐納德·艾倫·沃爾海姆，76歲，美國科幻小說作家。[5]

### 3日
- 凱南·埃里姆，61歲，土耳其考古學家。[6]
- 瓦萊麗·弗倫奇，62歲，英國女演員[7]
- 喬治·蓋爾，63歲，英國記者。
- 曼莫漢·克里希納，68歲，印度演員和電影導演。
- 瑪麗·馬丁，76歲，美國女演員和歌手.[8]
- 薩沙達爾·穆克吉，81歲，印度電影製片人。
- 尼古拉·拉科夫，82歲，蘇聯小提琴家。[9]
- 傑克·拉塞爾，85歲，美國棒球運動員。[10]
- 沃爾特泰勒，81歲，美國藝術總監。

### 4日
- 米爾德里德·艾倫，96歲，美國物理學家。[11]
- 亨利·克拉瓦特，79歲，盧森堡政治家。
- 詹姆斯·C·哈里森，64歲，美國藝術家。[12]
- 賽勒斯·萊文薩爾，68歲，美國分子生物學家[13]
- 希克斯·洛基，86歲，美國動畫師。
- 卡洛·索比斯基，51歲，美國編劇[14]
- 大衛·斯特林，74歲，蘇格蘭士兵。[15]

### 5日
- 赫爾伯特·貝加夫，81歲，奧地利裔美國演員和電影導演。[16]
- 漢弗萊·吉布斯，87歲，辛巴威殖民行政長官。[17]
- 埃裡希·海勒，79歲，英國散文家。[18]
- 梅爾·卡哈內，58歲，美籍以色列政治家[19]
- 菊池俊吉，74歲，日本攝影師
- 雷蒙德·奧利弗，81歲，法國廚師[20]
- 鮑比·斯科特，53歲，美國音樂家[21]
- 蘇萊曼·尤達科夫，74歲，蘇聯和塔吉克音樂家。

### 6日
- 鮑勃·阿姆斯壯，59歲，加拿大冰球運動員。[22]
- 艾德·戈塞特，88歲，美國政治家，美國眾議院議員（1939-1951）。
- 希拉蕊·鮑曼·哈克，77歲，美國羅馬天主教主教。
- 湯瑪斯·希利，84歲，澳大利亞政治家。[23]
- 威爾·庫魯瓦，73歲，美國演員。[24]
- 馬塞爾·勒戈，90歲，法國神學家和數學家。[25]
- 羅德里戈·莫伊尼漢，80歲，英國畫家。[26]
- 喬治·菲利普·奧喬拉，60歲，肯亞工會會員和政治家。

### 7日
- 薛岳，36歲，台灣歌手。
- 雷米爾·博韋爾，95歲，美國商人。[27]
- 湯姆克蘭西，66歲，愛爾蘭歌手（克蘭西兄弟）和演員[28]
- 劳伦斯·达雷尔，78歲，英國小說家[29]
- 約翰·G·富勒，76歲，美國作家[30]
- 西格德·蒙森，88歲，挪威奧運賽艇運動員（1948年）。[31]
- 斯捷潘·普里維登采夫，74歲，蘇聯俄羅斯畫家，列寧格勒藝術家聯盟成員。
- 維托·魯索，44歲，美國LGBT活動家[32]
- 艾爾莫貝隆，87歲，美國電影和電視編輯。
- 約瑟芬·威爾遜，86歲，英國女演員。

### 8日
- 尼爾斯·賴因哈特·克里斯滕森，71歲，挪威電影製片人。[33]
- 傑奎琳·皮雷納，71-72歲，法國考古學家[34]
- 沃爾夫岡·施米德，89歲，德國音樂學家。[35]
- 安雅·塞頓，86歲，美國作家。[36]
- 厄爾·托吉森，66歲，美國棒球運動員[37]

### 9日
- 阿爾弗雷多·阿馬斯·阿方佐，69歲，委內瑞拉作家、評論家、編輯和歷史學家。[38]
- 歐頓·范·甘德倫，69歲，蘇里南政治家。
- 休·麥克倫南，83歲，加拿大小說家。[39]
- 哈羅德·A·史蒂文斯，83歲，美國法官。[40]
- 朵拉·索德伯格，90歲，瑞典女演員。

### 10日
- 羅尼·戴森，40歲，美國歌手和演員，心力衰竭。
- 莫拉·麥克吉夫尼，51歲，英裔美國女演員，肝硬化。
- 奧雷利奧·蒙特阿古多，46歲，古巴棒球運動員，交通事故。[41]
- 巴爾昌德拉·尼爾坎斯·普蘭達雷，79歲，印度婦科醫生。
- 湯米·塞爾，80歲，英格蘭足球運動員。[42]
- 馬里奧·申伯格，76歲，巴西物理學家和作家。[43]
- 切廷·澤貝克，58歲，土耳其足球運動員。

### 11日
- 泰德·阿爾伯特，53歲，澳大利亞唱片製作人，心臟病發作。
- 格雷格·白金漢，45歲，美國游泳運動員，心臟病發作。[44]
- 阿蒂略·德马里亚，81歲，阿根廷足球運動員。
- 瑪格麗特·海曼，91歲，德國陶藝家。[45]
- 薩迪·伊爾馬克，86歲，土耳其政治家，總理（1974-1975）。
- 麗莎·柯克，65歲，美國歌手和女演員，肺癌。[46]
- 亞歷克西斯·米諾蒂斯，90歲，希臘演員和電影導演。[47]
- 雅尼斯·裡索斯，81歲，希臘詩人。[48]
- 威廉·倫道夫·泰勒，94歲，美國植物學家。[49]
- 約翰·M·茲瓦赫，83歲，美國政治家，美國眾議院議員（1967-1975）。[50]

### 12日
- 伊芙·阿登，82歲，美國女演員[51]
- 巴爾康普·格林，86歲，美國藝術家和教師。[52]
- 工藤哲巳，55歲，日裔畫家、雕塑家、行為藝術家，癌症。[53]
- 蘭迪·海德·斯蒂恩，80歲，挪威歌手。
- 小沃爾什，71歲，美國棒球運動員。[54]
- 戴夫·威洛克，81歲，美國演員，中風。

### 13日
- 哈努斯·伯格，81歲，捷克裔美國編劇。[55]
- 唐查菲，73歲，英國電影導演[56]
- 海倫·德特韋勒，75歲，美國高爾夫球手，癌症。
- 威爾弗雷德·鄧德代爾，90歲，英國間諜，可能是詹姆斯·邦德的靈感來源。
- 弗雷德里克·羅蘭·埃梅特，84歲，英國動態雕塑家。[57]
- 約瑟夫·朗，79歲，美國拳擊手。[58]
- 理查·路易斯，76歲，英國歌手。[59]
- 莫裡斯·裡奇林，70歲，美國編劇。[60]
- 萊斯特·威廉姆斯，70歲，美國吉他手。[61]

### 14日
- 瑪格特·阿塞·德巴斯克斯，86歲，波多黎各作家，阿茲海默症。
- 霍斯特費斯特爾，75歲，德裔美國密碼學家。
- 安托瓦內特·佩平·菲茨派翠克，82歲，法國音樂家，心臟病發作。
- 索爾·卡普蘭，71歲，美國作曲家，肺癌。[62]
- 奧托·庫亨貝克爾，83歲，德國籃球運動員。[63]
- 馬爾科姆·蒙格瑞奇，87歲，英國記者和諷刺作家。[64]
- 阿道夫·魯德尼基，78歲，波蘭作家和散文家。[65]
- 列昂尼德·特勞伯格，88歲，蘇聯和烏克蘭電影導演和編劇。

### 15日
- 程世才
- 奧斯瓦爾德·丹尼森，85歲，紐西蘭賽艇運動員。
- 埃托雷·賈尼尼，77歲，義大利電影製片人。[66]
- 吉迪恩·豪斯納，75歲，以色列政治家。[67]
- 欧文·莱斯特·贾尼斯，72歲，美國心理學家，肺癌。[68]
- 伊琳娜·帕夫洛夫娜·佩利公主，86歲，法國流亡俄羅斯皇室成員。
- 吉米·沃德，84歲，加拿大冰球運動員。[69]

### 16日
- 皮埃爾·布勞恩伯格，85歲，法國電影製片人。[70]
- 李·卡斯爾，75歲，美國音樂家。[71]
- 吉爾·戴，59歲，英國歌手，癌症。
- 楊聯陞，76歲，美籍華裔漢學家。
- 德米特里·斯科别利岑，97歲，蘇聯物理學家。[72]

### 17日
- 奧托·德穆斯，88歲，奧地利藝術史學家和拜占庭主義者。[73]
- 羅伯特·霍夫施塔特，75歲，美國物理學家，諾貝爾獎獲得者（1961年）。[74]
- 埃德娜·休斯，74歲，英國奧運會游泳運動員（1932年，1936年）。 [75]
- 赫伯特·B·摩，97歲，美國政治家，猶他州州長（1941-1949）。[76]

### 18日
- 戴传曾
- 默里·阿什比，59歲，紐西蘭賽艇運動員。
- 沃爾夫岡·比特納，78歲，德國演員和配音演員。[77]
- 弗雷德·戴利，79歲，北愛爾蘭高爾夫球手，心臟病發作。[78]
- 哈維爾·漢密爾頓·哈里斯，87歲，美國建築師。[79]
- 大衛·洛依德·克里格，81歲，美國藝術慈善家。[80]
- 比阿特麗斯·希林，81歲，英國航空工程師。

### 19日
- 舍菲克·貝斯拉吉奇，82歲，南斯拉夫文化歷史學家。
- 約翰·菲茨派翠克，86歲，美國棒球運動員和教練。
- 格奥尔基·弗廖罗夫，77歲，蘇聯核物理學家
- 菲力浦·M·蘭德魯姆，83歲，美國政治家，美國眾議院議員（1953-1977）。[81]
- 孫立人，89歲，臺灣將軍。[82]
- 倫納特·容格，69歲，瑞典將軍。
- 約瑟夫·C·薩特斯韋特，90歲，美國外交官。[83]

### 20日
- 古列爾莫·阿基萊·卡維利尼，76歲，義大利藝術家。
- 威廉·蒙塔古·科布，86歲，美國醫生和體質人類學家。[84]
- 赫伯特·凱格爾，70歲，德國指揮家，自殺。[85]
- 本特·奧德納，72歲，瑞典外交官。

### 21日
- 弗農·艾利斯·科斯利特，82歲，英國顯微鏡學家。
- 迪恩·哈特，36歲，加拿大裔美國職業摔跤手，心臟病發作。
- 皮埃爾·穆西，80歲，瑞士雪橇運動員，奧運冠軍。[86]
- 尤金·羅森伯格，83歲，捷克斯洛伐克建築師。
- 拉爾夫·西沃爾特，66歲，美國籃球運動員。[87]

### 22日
- 喬·鮑曼，80歲，美國棒球運動員。[88]
- 古斯塔夫·費舍爾，75歲，瑞士馬術和奧運獎牌得主。
- 傑克·彼得森，79歲，威爾士拳擊手，肺癌。[89]
- 本傑明·H·范德沃特，73歲，美國陸軍軍官。
- 艾伯哈德·茲維克，66歲，德國聲學科學家。

### 23日
- 羅爾德·達爾，74歲，英國作家[90]
- 博迪亞茲，37歲，委內瑞拉棒球運動員，家庭事故。
- 卡尔·奥格·汉森，69歲，丹麥足球運動員。[91]
- 小卡約·普拉多，83歲，巴西歷史學家。[92]
- 塞爾吉奧·馬托，60歲，烏拉圭籃球運動員。[93]
- 羅克·皮喬特，83歲，新喀里多尼亞政治家。
- 雷納特·魯賓斯坦，61歲，德裔荷蘭作家。[94]
- 阮文心，95歲，越南政治家，總理（1952-1953）。

### 24日
- 理查·阿克蘭，83歲，英國政治家。[95]
- 布倫特·阿雷爾，71歲，土耳其作曲家，多發性骨髓瘤。[96]
- 胡安·曼努埃爾·博爾杜，56歲，阿根廷賽車手。
- 文森佐·德梅茨，79歲，義大利越野滑雪運動員。[97]
- 赫爾加·費德森，60歲，德國女演員，癌症。[98]
- 米歇爾·賈科梅蒂，61歲，法國音樂學家。[99]
- 韋恩·希爾曼，52歲，加拿大冰球運動員，癌症。[100]
- 羅納德·霍普金斯，93歲，澳大利亞將軍。
- 約瑟夫·雅德雷雅克，72歲，法國足球運動員和經理。
- 阿諾德·馬奎斯，69歲，德國演員，肺癌。[101]
- 西谷启治，90歲，日本學者。
- 弗萊德謝羅，65歲，加拿大冰球運動員，胃癌。[102]
- 多迪·史密斯，94歲，英國小說家[103]
- 羅伯·懷特，81歲，美國編劇。[104]
- 馬里恩·波斯特·沃爾科特，80歲，美國攝影師，肺癌。[105]

### 25日
- 歐內斯特·鄧肯，74歲，紐西蘭-澳大利亞裔美國數學家，白血病。[106]
- 哈蘭·哈根，76歲，美國政治家，美國眾議院議員（1953-1967）。
- 米拉布·馬馬爾達什維利，60歲，蘇聯哲學家。[107]
- 米科·尼斯卡寧，61歲，芬蘭電影製片人，癌症。[108]
- 薩爾瓦多·托迪斯科，29歲，義大利拳擊手，交通事故。[109]
- 比利·武科維奇三世，27歲，美國賽車手，賽車碰撞。

### 26日
- 弗蘭克·布里斯科，90歲，美國賽車手。
- 安東寧·卡琳娜，88歲，捷克斯洛伐克人道主義者。
- 薩維特里·哈諾爾卡，77歲，瑞士-印度設計師
- 撒母耳·諾亞·克萊默，93歲，俄裔美國亞述學家，喉癌。[110]
- 海基·帕爾塔寧，48歲，芬蘭電影製片人，自殺。
- 皮爾斯男爵愛德華，89歲，英國法官。[111]
- 路德維希·馮·穆斯，80歲，瑞士政治家。
- 雅克·懷爾德，85歲，法國足球運動員。[112]
- 戴夫·威爾金斯，76歲，巴巴多斯小號手。
- 冯友兰，94歲，中國哲學家。[113]

### 27日
- 弗朗西斯·麥克白，80歲，愛爾蘭作家。
- 約瑟夫·T·埃德加，80歲，美國政治家。
- 阿夫羅·曼哈頓，76歲，義大利作家。
- 帕迪·謝里夫，64歲，愛爾蘭籃球運動員和奧運選手。[114]
- 恩斯特·奧斯瓦爾德·約翰內斯·韋斯特法爾，71歲，南非語言學家。
- 大衛懷特，74歲，美國演員，心臟病發作。[115]

### 28日
- 伯傑·博林，92歲，瑞典古生物學家。
- 泰德·卡特林，80歲，英格蘭足球運動員。
- 塔瑪拉・德・特羅克斯，31歲，美國女演員，呼吸衰竭。[116]
- 博澤娜·多貝索娃，76歲，捷克斯洛伐克奧運體操運動員（1936年）。[117]
- 帕科·戈迪亞，69歲，西班牙賽車手。[118]
- 湯米·休斯，71歲，美國棒球運動員。[119]
- 瓦迪斯瓦夫·魯賓，73歲，波蘭羅馬天主教紅衣主教，阿爾茨海默病。

### 29日
- 雷蒙德·布爾吉內，65歲，法國政治家。[120]
- 哈里·M·考迪爾，68歲，美國作家，中彈自殺。[121]
- 瑪律科姆·多爾，87歲，美國化學家。[122]
- 君特·普拉策克，60歲，德國鍵盤手，心臟病發作。
- 約瑟夫·薩萊，97歲，匈牙利奧運體操運動員（1912年）。[123]

### 30日
- 弗里茨·巴齊勞斯卡斯，70歲，美式足球運動員。[124]
- 理查·布朗，83歲，美式足球運動員。[125]
- 諾曼·考辛斯，75歲，美國政治記者，心力衰竭。[126]
- 弗拉基米爾·德迪耶爾，76歲，南斯拉夫外交官和歷史學家。[127]
- 弗里茨·艾興伯格，89歲，德裔美國藝術家，帕金森病。[128]
- 伊萬·梅達裡奇，78歲，南斯拉夫足球運動員。
- T·R·拉馬錢德蘭，73歲，印度演員和喜劇演員。
- 希爾達·施皮爾，79歲，奧地利作家和記者。[129]

### 日期不詳
- 方之南